# William Brede Kristensen

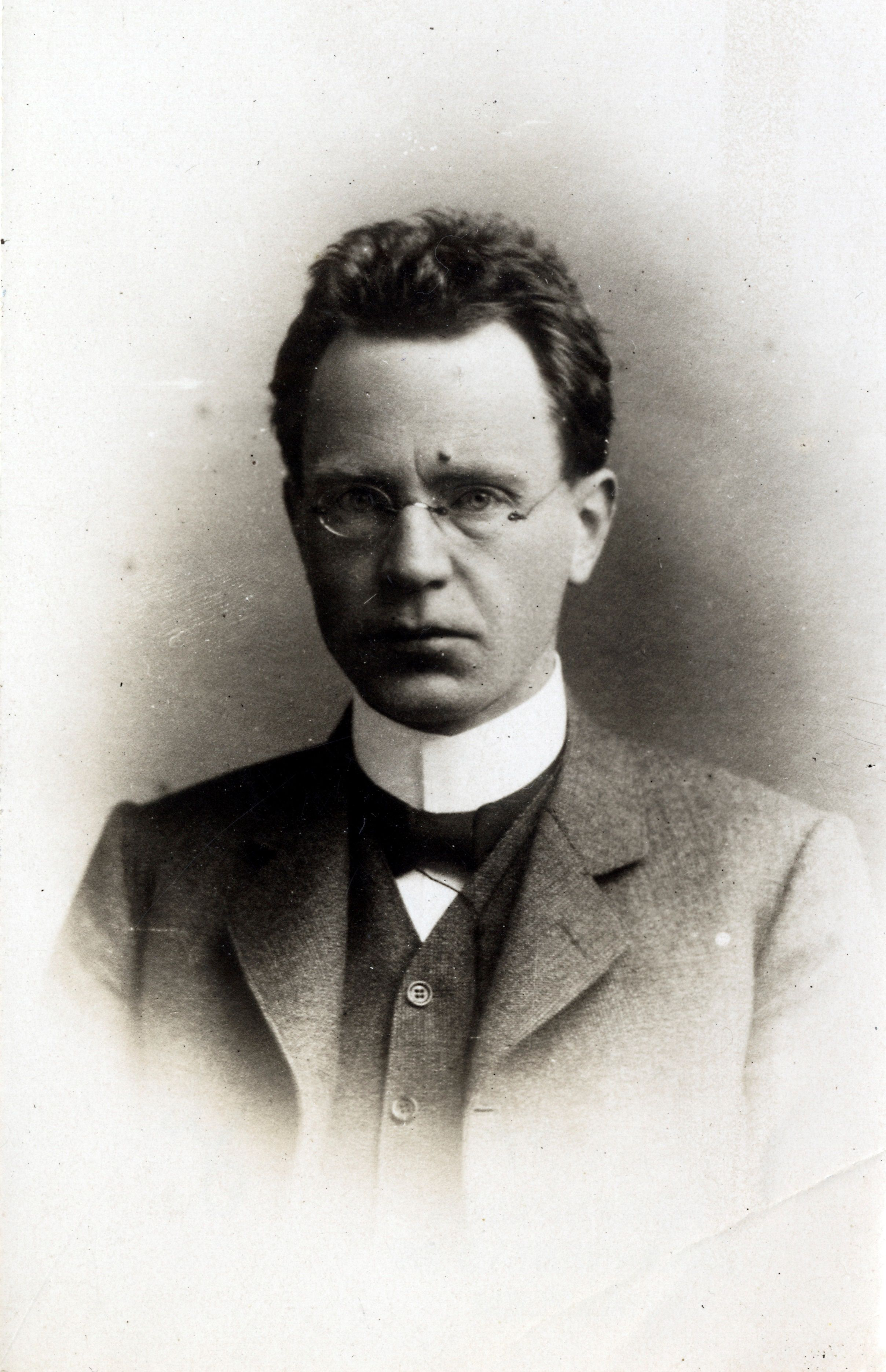
William Brede Kristensen

William Brede Kristensen (* 21. Juni 1867 in Kristiansand; † 25. September 1953 in Leiden) war ein norwegisch-niederländischer Kirchenhistoriker. 

## Leben
William Brede war Sohn des Pfarrers Kristen Nicolai Kristensen (1838–1916) und von dessen Frau Emilie Karoline Björnsen (1841–1929). Er besuchte die Schule in Kristiansand, sowie Holum und das Gymnasium in Oslo. 1884 bezog er die Universität Oslo um Theologie zu studieren, wobei er sich an der philosophischen Fakultät unter Alf Torp (* 27. September 1853 in Stryn; † 26. September 1916 in Oslo) und Jens Lieblein (* 23. Dezember 1827 in Oslo; † 13. August 1911 ebd.) den orientalischen Sprachen Hebräisch, Sanskrit und Ägyptisch widmete. Am 7. Oktober 1890 setzte er seine Studien an der Universität Leiden bei Cornelis Petrus Tiele, Abraham Kuenen und Johan Hendrik Caspar Kern fort. 1894 wechselte Kristensen für weitere Studien nach Paris. 
Nachdem er sein theologisches Examen in Oslo absolviert hatte, arbeitete er 1895 am Museum in London, wo er weitere Studien zu seiner Promotion absolvierte. Nach Oslo zurückgekehrt, promovierte er am 18. Juni 1896 mit der Arbeit Aegypternes forestillinger on livet efter döden i forbindelse med Ra og Osiris zum Doktor der Philosophie. Danach hielt er sich abermals in Paris auf, wo eine lang anhaltende Freundschaft mit Nathan Söderblom schloss. 1897 habilitierte er sich an der Osloer Universität zum Dozenten für Kirchengeschichte und erhielt am 6. April 1901 einen Ruf als Professor für Theologie an die Universität Leiden, wobei sein Lehrauftrag die Kirchengeschichte und die Phänomenologie umfasste. Diese Aufgabe übernahm er am 23. September 1901 mit der Einführungsrede Het verband tussen godsdienst en de zucht naar zelfbehoud. 
Der Schwerpunkt seiner Forschungen lag in der alten ägyptischen Religion, der antiken griechischen und römischen Religion. Im Akademiejahr 1915/16 fungierte er als Rektor der Alma Mater. 1898 wurde er Mitglied der norwegischen Akademie der Wissenschaften, 1911 Mitglied der königlich niederländischen Akademie der Wissenschaften, erhielt 1914 die theologische Ehrendoktorwürde der Universität Groningen und wurde 1929 Ritter des Ordens vom niederländischen Löwen. Am 2. April 1937 wurde er als 70-Jähriger emeritiert. Danach hielt er noch Gastvorlesungen an der Universität Uppsala und 1946 an der Osloer Hochschule.

## Familie
Kristensen war zwei Mal verheiratet. Seine erste Ehe schloss er am 27. Oktober 1896 in Lillehammer mit Anna Lunde (* 24. November 1870; † 21. Februar 1897), die Tochter des Kaufmanns Thorstein Lunde (1835–1902) und der Karen Theoline Davidsdatter Onsum (1842–98). Seine zweite Ehe ging er 25. April 1916 in Amsterdam mit Jacoba Heldring (* 23. Mai 1892; † 11. Dezember 1984 in Oosterbeek), die Tochter des Pfarrers Jan Lodewijk Heldring (1852–1923) und dessen Frau Geertruid Margaretha Jacoba van Eeghen (1854–1911) ein. Aus zweiter Ehe stammen drei Kinder. Von diesen kennt man:
- Ingvar Kristensen (* 11. Februar 1913 in Leiden; † 24. März 1996) wurde Biologe verh. Theodora Schweig (* 29. November 1906; † 2. Februar 2005)
- Grunhild Kristensen (6. April 1919 in Leiden; † 21. Januar 2002 in Oosterbeek) wurde Glasmalerin verh. Johannes Volkenborn (* 29. November 1904; † 7. Januar 1987 in Caracas)
- Bjarne Kristensen (* Juli 1921 in Leiden) wurde Pfarrer, verh. 13. Februar 1951 in Apeldoorn mit Hannie Fransz

## Werke (Auswahl)
- Aegypternes forestillinger on livet efter döden i forbindelse med Ra og Osiris. Kristiansund, 1896
- Het verband tusschen godsdienst en de zucht tot zelfbehoud. Leiden, 1901.
- Livet fra döden. Oslo 1923, niederländisch: Het leven uit den dood. Studiën over Egyptischen en Oud-Griekschen godsdienst. Haarlem 1926, 2. Aufl. 1949, englisch Life out of death. Leuven, 1992
- Verzamelde Bijdragen tot kennis der antieke godsdiensten. Amsterdam, 1947
- Symbool en werkelijkheid. Arnhem, 1954
- Religionshistorik studium. Oslo, 1954, niederländisch: Inleiding tot de godsdienstgeschiedenis. Arnhem, 1955
- Symbool en werkelijkheid. Een bundel godsdiensthistorische studiën, Arnhem, 1954
- The Meaning of Religion, Lectures in the Phenomenology of Religion. Den Haag, 1960, 1971 (Übersetzt von John B. Carman)